# 마에스트로 번스타인
《마에스트로 번스타인》(영어: Maestro)은 2023년 개봉한 미국의 전기 영화이다. 브래들리 쿠퍼가 감독, 공동각본, 주연을 맡았다. 지휘자 레너드 번스타인의 삶을 그린 작품으로, 브래들리 쿠퍼가 그를 연기한다. 제80회(2023년) 베네치아 영화제 황금사자상 경쟁후보작이다.

## 줄거리
영화 "마에스트로"는 전설적인 미국 작곡가 레너드 번스타인과 그의 아내 펠리시아 몬테알레그레의 관계를 중심으로 전개되는 전기 로맨스 드라마이다. 영화는 1987년, 노년의 번스타인이 자신의 오페라 일부를 연주하며 아내 펠리시아가 자신에게 남긴 지대한 영향에 대해 회상하는 장면으로 시작된다.
시간은 흘러 1943년, 젊은 번스타인은 뉴욕 필하모닉의 임시 지휘자로 데뷔하며 엄청난 성공을 거두고 명성을 얻는다. 그는 클라리넷 연주자 데이비드와 애매한 관계를 이어가던 중 파티에서 배우 지망생 펠리시아를 만나 사랑에 빠지게 된다. 데이비드와의 관계를 정리하고 펠리시아와 결혼한 번스타인은 세 아이를 낳고 행복한 가정을 꾸리지만, 성공적인 작곡가이자 유명인으로서 화려한 삶을 누리는 동안에도 그의 동성애적 성향은 끊임없이 갈등을 일으킨다.
1950년대 중반, 번스타인은 여러 오페라와 브로드웨이 뮤지컬을 성공시키며 큰 부를 얻는다. 펠리시아는 남편의 외도 사실을 알면서도 그를 다스릴 수 있다고 믿지만, 시간이 흐르면서 번스타인의 잦은 외도와 알코올, 약물 남용은 결혼 생활에 깊은 상처를 남긴다. 자녀들까지 아버지의 불륜 사실을 알게 되면서 관계는 더욱 악화된다.
추수감사절, 술에 취해 늦게 귀가한 번스타인과 펠리시아는 격렬한 다툼을 벌이다. 펠리시아는 번스타인의 마음속에 증오가 있다고 비난하며, 그가 이대로 가면 외로운 노인이 될 것이라고 경고한다. 관계는 파탄에 이르렀지만, 이들은 여전히 부부로 남는다. 1971년, 번스타인이 "미사"를 작곡하는 동안, 1973년에는 런던 심포니 오케스트라와 함께 웅장한 말러 교향곡 부활 연주를 선보이다. 공연 후 펠리시아는 번스타인과 화해하며 그의 마음속에는 증오가 없다고 말한다.
하지만 펠리시아는 암 진단을 받고 투병 생활을 하지만 병세는 악화되고 결국 1978년 번스타인의 품에서 숨을 거둔다. 펠리시아의 죽음에 큰 슬픔에 잠긴 번스타인은 가족과 함께 호화로운 집을 떠난다. 1987년, 다시 한번 등장한 번스타인은 지휘 수업을 하면서도 여전히 파티를 즐기며 어린 남학생들과 관계를 맺는다. 그는 인터뷰에서 펠리시아를 몹시 그리워하며 젊은 시절, 마당으로 걸어 들어오던 그녀의 모습을 회상한다.

## 출연진

### 주연
- 브래들리 쿠퍼 - 레너드 번스타인 역
- 케리 멀리건 - 펠리시아 몬테알레그레 역

### 조연
- 제러미 스트롱 - 존 그룬 역
- 맷 보머 - 클라리넷 연주자(번스타인 연인) 역
- 마야 호크 - 제이미 번스타인 역
- 세라 실버먼 - 셜리 번스타인 역
- 샘 니볼라 - 알렉산더 번스타인 역
- 마이클 유리 - 제롬 로빈스 역
- 미리암 쇼어 - 신시아 오닐 역